# برژنین
برژنین (به انگلیسی: Bergenin) با فرمول شیمیایی C14H16O9 یک ترکیب شیمیایی با شناسه پاب‌کم 66065 است. که جرم مولی آن ۳۲۸٫۲۷ g/mol می‌باشد. 